# Adler Mannheim
De Adler Mannheim (voorheen Mannheimer ERC) is een professioneel ijshockeyteam dat uitkomt in de Deutsche Eishockey Liga (DEL), de hoogste ijshockeycompetitie in Duitsland. Het team is gevestigd in Mannheim, een stad in het noordelijke deel van Baden-Württemberg. Momenteel speelt het team in de SAP Arena, waar ze aan het begin van het seizoen 2005-06 naartoe verhuisden nadat ze van 1938 tot 2005 bijna zeven decennia in Eisstadion am Friedrichspark hadden gespeeld. 
Ze hebben in totaal acht keer het Duitse kampioenschap gewonnen, waarvan zeven keer na de oprichting van de Deutsche Eishockey Liga in 1994.

## Historie

### Oprichting en beginjaren
De oprichting van de Adler Mannheim was onder de naam Mannheimer Eis- und Rollsport-Club (of MERC) en gebeurde op 19 mei 1938. Op 19 februari 1939 had de club hun eerste introductiewedstrijd in het gloednieuwe Friedrichspark Stadion. De wedstrijd tegen de winnaar van het Duitse kampioenschap in dat jaar (SC Riessersee) werd met 0-11 verloren. Hoewel hun openingswedstrijd een blamage was, wist MERC in de daaropvolgende seizoenen wel succes te boeken. Tussen 1941 en 1943 bereikte de club ieder seizoen de finaleronde van het Duits kampioenschap, en wist zich in 1942 zelfs te plaatsen voor de halve finale hiervan.Vanwege de aanhoudende Tweede Wereldoorlog was het echter moeilijk om zonder enige beperkingen een regulier seizoen te spelen. Zo konden enkele tegenstanders geen ploeg meer opstellen en was Mannheim automatisch gekwalificeerd voor de finale. Amper 24 uur voor het geplande begin werd door minister Joseph Goebbels de totale oorlog aangekondigd, waardoor de finale niet door zou gaan.
Op 5 juni 1943 werd het Eisstadion am Friedrichspark verwoest door een luchtaanval op Mannheim. Na het einde van de Tweede Wereldoorlog in 1945 duurde het nog vier jaar voordat de hockeyclub weer opnieuw begon met wedstrijden te spelen. In het seizoen 1951-52 had Mannheim weer een volwaardig team om in een regulier seizoen te spelen, maar dat seizoen was niet erg succesvol. De meest succesvolle wedstrijd in deze periode was een 10-2 overwinning tegen een team van Amerikaanse soldaten in de omgeving van Mannheim.

### 1954-1978: Schipperen tussen de divisies
In 1954 promoveerde Mannheim, na enkele jaren in de tweede divisie te hebben gespeeld, als kampioen naar de toenmalige hoogste divisie, de Eishockey-Oberliga. Lang duurde dit echter niet, want het volgende seizoen degradeerde de club met slechts één puntwinst opnieuw uit de Oberliga. Na nog een jaar in de tweede divisie kon de Mannheim ERC vanaf 1956 een directe promotie vieren en vestigde zich van dat moment definitief in de hoogste Duitse ijshockeycompetitie met een vierde plaats in het seizoen 1956-57.
In 1958 werd de MERC een van de oprichters van de Eishockey-Bundesliga. Hoewel de superioriteit van de Beierse clubs zoals EV Füssen, SC Riessersee en EC Bad Tölz op dat moment niet kon worden verbroken, wist het team in de seizoenen 1958-59, 1962-63 en 1964-65 toch steeds een respectabele derde plaats te behalen in de reguliere competitie. Halverwege de jaren zestig kon de Mannheim ERC zich niet langer handhaven in de hoogste divisie, en nadat de supporters massaal wegbleven degradeerde de club in 1971 naar de toenmalige tweede divisie. In de magere jaren die volgden haalde de club regelmatig een goede eindklassering, maar zonder opnieuw promotie te maken.
Nadat de schaatsafdelingen van de club zich in 1976 afscheidden nam de toekomstige kampioenscoach Heinz Weisenbach de ijshockeyafdeling over en begon een nieuw, meer competitief team op te bouwen dat de daaropvolgende twee jaren serieus zou strijden voor promotie, en uiteindelijk in 1978 de Eishockey-Bundesliga weer wist te bereiken.

### 1978-1994: Succesvolle jaren in de Bundesliga
Na de promotie van MERC naar de Eishockey-Bundesliga, ging coach Weisenbach naar Noord-Amerika om specifiek te zoeken naar spelers met Duitse roots. Spelers als Harold Kreis, Manfred "Mannix" Wolf, Roy Roedger en Peter Ascherl werden dat jaar als eerste "Duits-Canadezen" overgeplaatst naar de Duitse competitie. Na een zesde plaats in hun debuutseizoen versterkte Mannheim hun ploeg met enkele Duitse internationals, en wist in dat seizoen de nieuw geïntroduceerde toernooimodus (voorronde, tweede ronde en kampioensronde) te winnen en voor het eerst Duitse kampioen worden.
Zoals eerder afgesproken verliet kampioenscoach Weisenbach Mannheim en werd hij vervangen door de Tsjech Ladislav Olejník, die het team het grootste deel van het decennium zou vormen. Het budget was toen echter zo klein dat het team meestal niet breed genoeg was. In het seizoen 1981/82 waren er slechts vier verdedigers beschikbaar, waardoor het team aan het einde van het seizoen niet competitief was qua personeel of conditie in de cruciale wedstrijden.
In 1981, toen het kampioenschap voor het eerst volgens het play-off systeem werd gehouden, werd meteen de halve finale behaald en eindigde MERC op de derde plaats. Het seizoen daarop behaalde Mannheim zelfs de finale, waar het een nederlaag moest incasseren tegen SB Rosenheim. Ook het seizoen 1982-83 werd het team opnieuw de Duitse nummer twee na de verloren wedstrijden tegen EV Landshut in de finale. In het seizoen 1983-84 lukte het MERC om voor het eerst in haar geschiedenis de reguliere competitie te winnen. Ondanks dat ze de grote favoriet waren voor de titel, strandde het team in de halve finale en eindigde als derde. Ook in 1985 kon de club geen einde maken aan de negatieve reeks, nadat de club voor de derde keer in vier jaar tijd de play-off finale haalde, doordat SB Rosenheim opnieuw het kampioenschap wist te winnen.
De twee daaropvolgende jaren had Mannheim het lastig om een succesvol team te blijven. Niet alleen was hun succestrainer Olejník naar rivaal Rosenheim vertrokken, maar ook verschillende belangrijke spelers waren weg gegaan en de populaire voorzitter Helmut kondigde aan dat hij zijn ontslag had ingediend. De vereniging zat bijna een half jaar zonder voorzitter, totdat de toenmalige gemeenteraadslid van Mannheim, Lothar Mark, uiteindelijk de positie overnam. Hij kwam terecht in een lastige situatie, aangezien er nog slechts een handvol spelers onder contract stonden, er geen coach was en de club te kampen had met een hoge schuldenlast. Coach Olejník werd in 1986 door Lothar Mark teruggehaald naar Mannheim en daarmee keerde ook het succes snel terug. Mannheim ERC haalde in 1986-87 opnieuw de play-off finale, waar het verloor verloor daar alleen van de Kölner EC. Ook de twee volgende seizoenen waren de Keulse rivalen twee keer te sterk in de play-offs.
Aan het begin van het nieuwe decennium verliet Ladislav Olejník opnieuw Mannheim, en de club wist in de daaropvolgende jaren slechts tussen de vijfde en zevende plaats te eindigen. Tussen 1990 en 1994 wist het team wel weer de play-offs te halen, maar daar werden ze iedere keer uitgeschakeld. In het voorjaar van 1994 stond het ijshockey in Mannheim op instorten omdat de schulden van de club waren opgelopen tot acht miljoen Duitse mark. De financiële afgrond kon alleen afgewend doordat de spelers tot 30 procent van hun salaris inleverden en de duurste sterren aan andere clubs werden verkocht. 

### 1994-2005: DEL-topteam
Na het einde van het seizoen 1993/94 werd met de Deutsche Eishockey Liga (DEL) een nieuwe elitecompetitie opgericht. Om aan de eisen van de nieuwe competitie te voldoen, waar de teams een franchise werden en de competitie mee beheren, werd het eerste team van de MERC omgevormd tot Die Adler Mannheim Eishockey Spielbetriebs GmbH + Co. KG en speelt sindsdien onder de naam Adler Mannheim in de DEL.
De eerste twee seizoenen in de DEL eindigde Mannheim in de kwartfinales van de play-offs, maar het seizoen 1996-97 markeerde het eerste  succes van het DEL-tijdperk. Met het minimum aantal van negen wedstrijden wonnen ze met groot gemak het kampioenschap in 1997. Ook de twee daaropvolgende seizoenen was Adler Mannheim onverslaanbaar en werden nog twee opeenvolgende kampioenschappen gewonnen. Na hun derde kampioenschap verlieten hoofdcoach Lance Nethery en enkele belangrijke spelers het team. 
Na een rampzalige start van het reguliere seizoen 1999-00 bereikten de Adler toch opnieuw de play-offs, maar werden ditmaal verslagen in de kwartfinales. Na één seizoen werd de hoofdcoach Chris Valentine aan de kant gezet en opgevolgd door Bill Stewart. Onder zijn leiding weet Mannheim opnieuw de te kloppen ploeg in de DEL te worden, en winnen ze hun vierde kampioenschap in vijf jaar tijd. In hun laatste seizoen in Friedrichspark sloten enkele NHL-spelers zich aan bij de Adler tijdens de NHL-lockout. Het team wist opnieuw de  finale te halen, maar werd hierin verslagen door Eisbären Berlin.

### 2005-heden: Verhuizing naar SAP Arena en gevestigde waarde in DEL

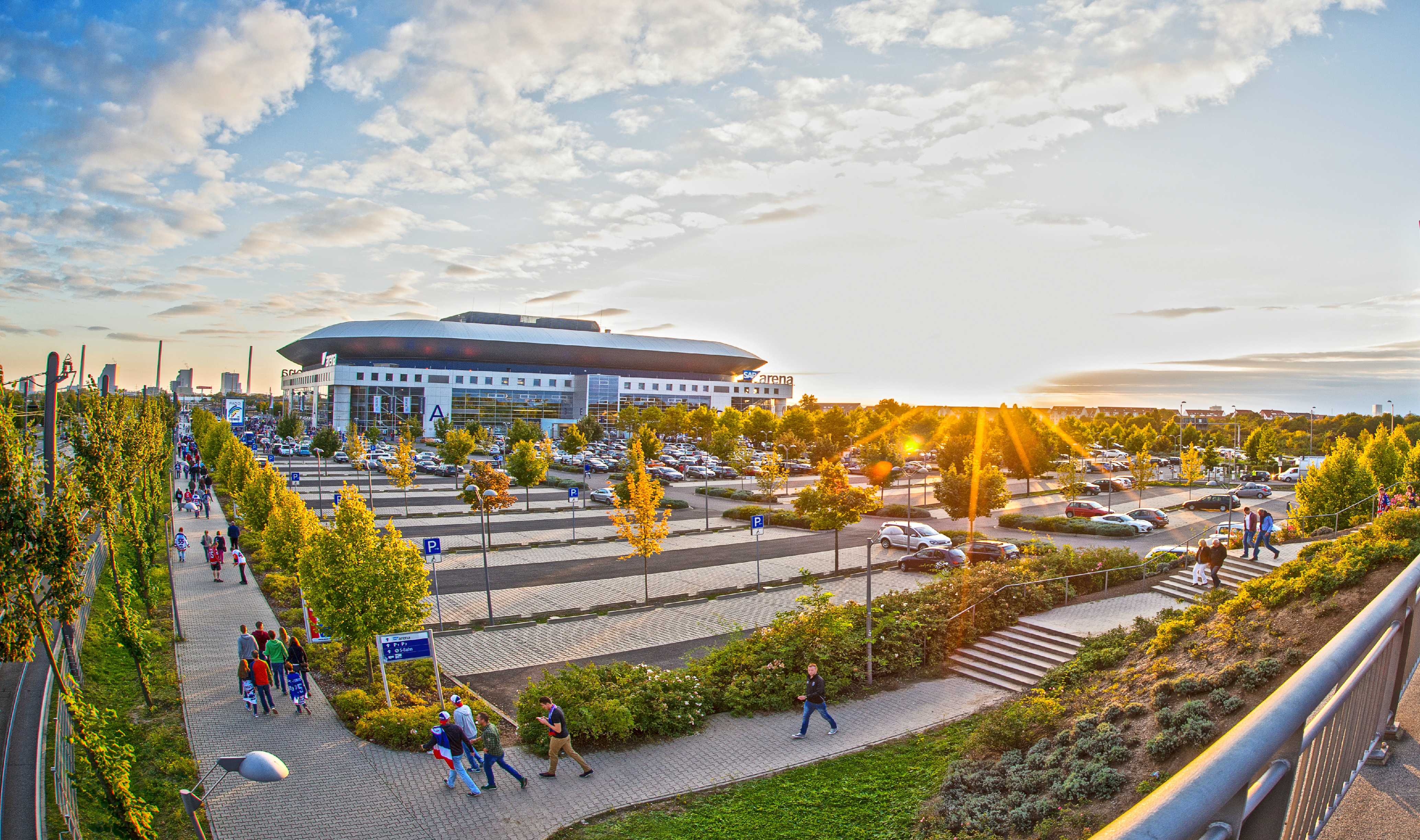
De SAP Arena in Mannheim

In 2005 nam de club hun intrek in de SAP Arena. Het eerste seizoen in het nieuwe stadion verliep rampzalig, en door kwakkelende resultaten werd het team aan het einde van het reguliere seizoen tiende. Het was de eerste keer in 26 jaar dat de Adler Mannheim zich niet wist te plaatsen voor de play-offs.
Door verschillende wijzigingen aan te brengen in het team, vierde het team zijn wederopstanding in het seizoen 2006-07. Na het winnen van de Duitse beker eindigden ze op de eerste plaats in het reguliere seizoen en wonnen ze vervolgens de finale van de Sinupret Ice Tigers voor hun vijfde DEL-kampioenschap. Adler Mannheim werd door het kampioenschap ook mede-recordhouder van meeste titels in de DEL.
Na het successeizoen 2006-07 met de dubbel (kampioenschap en beker) wist Adler Mannheim hun opgebouwde suprematie geen vervolg te geven. Tussen 2007 en 2011 wist de club zich, met uitzondering van het seizoen 2009-10, wel steeds te plaatsen voor de play-offs, maar kon dit geen enkele keer tot een succesvol einde brengen. In 2012 werd opnieuw de play-off finale behaald, maar hier bleek mede-landskampioenrecordhouder Eisbären Berlin te sterk voor Mannheim.
Op 19 juni 2014 contracteerde Mannheim assistent-coach Geoff Ward van de Boston Bruins in als hun nieuwe hoofdtrainer. Na het winnen van het reguliere seizoen met negen punten voorsprong op de als tweede geplaatste EHC Red Bull München, wonnen de Adler de kwartfinales tegen de Nürnberg Ice Tigers met 4-1. In de halve finale versloegen vervolgens de Grizzly Adams Wolfsburg met 4-0 overwinningen en in de finale trof Mannheim ERC Ingolstadt. Na een verwoestende 1-6 nederlaag in de derde wedstrijd, waardoor Ingolstadt een 2-1 voorsprong nam in de play-offs, draaide de Adler de reeks om en won vervolgens alle overige wedstrijden. Met een 4-2 overwinning in de finalewedstrijden wisten de Adler Mannheim hun zesde DEL-kampioenschap te winnen. Na hun nieuwe kampioenschap vertrok Ward terug naar de NHL en lukte het Mannheim, met drie verschillende trainers in net zoveel seizoenen, niet meer om hun succes te herhalen in de daaropvolgende jaren.
Op 4 december 2017 werd de volledige technische staf van de Adler ontslagen wegens tegenvallende resultaten. Bill Stewart, die de club naar de DEL-titel van 2001 had geleid, nam de taak van hoofdcoach tijdelijk opnieuw over. Tijdens het seizoen 2017-18 kondigde Mannheim aan dat ze een nieuwe algemeen directeur (Jan-Axel Alavaara) en nieuwe trainer (Pavel Gross) gevonden hadden. Na een minder spectaculair eerste jaar wisten de Adler het reguliere seizoen 2018–19 bovenaan het klassement te eindigen met een nieuw puntenrecord van 2,23 punten per wedstrijd. De goede prestaties werden in de play-offs voortgezet, en zo won Mannheim hun achtste DEL-titel door EHC Red Bull München met 4–1 te verslaan in de play-off finale.
In de seizoenen na hun laatste kampioenschap lukte het Adler Mannheim enkel nog maar om tot de halve finales van de play-offs te komen. In 2023 viert de club haar 85e jubileum.

## Prijzen

### Nationaal
Deutsche Eishockey Liga
- Winnaar: 1997, 1998, 1999, 2001, 2007, 2015
- Runner-up: 2002, 2005, 2012

Deutscher Eishockey-Pokal
- Winnaar: 2003, 2007
- Runner-up: 2006

#### Eishockey-Bundesliga
- Winnaar: 1980
- Runner-up: 1982, 1983, 1985, 1987

### Internationaal

#### Lehner Cup
- Runner-up: 2017, 2018

## Spelers
Bijgewerkt tot 16 februari 2023 
| No. | Nat                          | Speler               | Pos | S/G | Leeftijd | Geboorteplaats                        |
| --- | ---------------------------- | -------------------- | --- | --- | -------- | ------------------------------------- |
| 7   | Vlag van Duitsland           | Sinan Akdag          | D   | L   | 33       | Rosenheim, Duitsland                  |
| 19  | Vlag van Duitsland           | Lean Bergmann        | C   | L   | 24       | Hemer, Duitsland                      |
| 90  | Vlag van Duitsland           | Felix Brückmann      | G   | L   | 32       | Breisach, Duitsland                   |
| 32  | Vlag van Canada              | Evan Buitenhuis      | G   | L   | 29       | Burlington, Ontario, Canada           |
| 91  | Vlag van Canada              | Joseph Cramarossa    | C   | L   | 30       | Markham, Ontario, Canada              |
| 9   | Vlag van Canada              | Nigel Dawes          | LW  | L   | 38       | Winnipeg, Manitoba, Canada            |
| 46  | Vlag van Verenigde Staten    | Matt Donovan         | D   | L   | 33       | Edmond, Oklahoma, Verenigde Staten    |
| 76  | Vlag van Polen               | Arkadiusz Dziambor   | D   | L   | 21       | Pyskowice, Polen                      |
| 16  | Vlag van Duitsland           | Markus Eisenschmid   | RW  | R   | 28       | Marktoberdorf, Duitsland              |
| 64  | Vlag van Duitsland           | Moritz Elias         | F   | L   | 19       | Augsburg, Duitsland                   |
| 58  | Vlag van Canada              | Tyler Gaudet         | C   | L   | 30       | Hamilton, Ontario, Canada             |
| 4   | Vlag van Duitsland           | Korbinian Holzer     | D   | R   | 35       | München, Duitsland                    |
| 11  | Vlag van Duitsland           | Taro Jentzsch        | C   | R   | 22       | Berlijn, Duitsland                    |
| 95  | Vlag van Canada              | Mark Katic           | D   | L   | 34       | Timmins, Ontario, Canada              |
| 21  | Vlag van Duitsland           | Nico Krämmer         | W   | L   | 30       | Landshut, Duitsland                   |
| 37  | Vlag van Verenigd Koninkrijk | Thomas Larkin        | D   | R   | 32       | Londen, England, Verenigd Koninkrijk  |
| 6   | Vlag van Finland             | Joonas Lehtivuori    | D   | L   | 34       | Pirkkala, Finland                     |
| 13  | Vlag van Duitsland           | Stefan Loibl         | RW  | R   | 26       | Straubing, Duitsland                  |
| 74  | Vlag van Verenigde Staten    | Ryan MacInnis        | C   | L   | 27       | St. Louis, Missouri, Verenigde Staten |
| 68  | Vlag van Duitsland           | Fabrizio Pilu        | D   | R   | 20       | Mannheim, Duitsland                   |
| 22  | Vlag van Duitsland           | Matthias Plachta (A) | LW  | L   | 31       | Freiburg, Duitsland                   |
| 71  | Vlag van Kroatië             | Borna Rendulic       | RW  | R   | 31       | Zagreb, Kroatië                       |
| 29  | Vlag van Duitsland           | Denis Reul (C)       | D   | R   | 33       | Marktredwitz, Duitsland               |
| 14  | Vlag van Canada              | Jordan Szwarz (A)    | RW  | R   | 31       | Burlington, Ontario, Canada           |
| 96  | Vlag van Duitsland           | Simon Thiel          | F   | L   | 22       | Mannheim, Duitsland                   |
| 30  | Vlag van Duitsland           | Arno Tiefensee       | G   | L   | 21       | Weißwasser, Duitsland                 |
| 18  | Vlag van Duitsland           | Luca Tosto           | F   | L   | 22       | Bad Tölz, Duitsland                   |
| 33  | Vlag van Duitsland           | Tim Wohlgemuth       | C   | L   | 23       | Landsberg am Lech, Duitsland          |
| 89  | Vlag van Duitsland           | David Wolf (A)       | W   | L   | 33       | Düsseldorf, Duitsland                 |

### Geëerde oud-spelers
Tien shirtnummers worden niet langer meer gebruikt door de Adler Mannheim.
- #2 Werner Lorenz –  Speler van de Adler Mannheim tussen 1956 en 1964.
- #3 Harold Kreis –  Speler van de Adler Mannheim tussen 1978 en 1997.
- #10 Kurt Sepp –  Speler van de Adler Mannheim tussen 1956 en 1967.
- #12 Bruno Guttowski –  Speler van de Adler Mannheim tussen 1955 en 1964.
- #15 Marcus Kuhl –  Speler van de Adler Mannheim tussen 1979 en 1982.
- #20 René Corbet –  Speler van de Adler Mannheim tussen 2001 en 2009.
- #55 Jochen Hecht –  Speler en trainer van van de Adler Mannheim tussen 1994 en 2023.
- #57 Ronny Arendt –  Speler van van de Adler Mannheim tussen 2005 en 2017.
- #80 Robert Müller –  Speler van de Adler Mannheim; shirtnummer niet meer gebruikt sinds overlijden op 21 mei 2009 (tevens bij Kölner Haie en EHC Klostersee).